# Katolički institut za kulturu, povijest i duhovnost "Ivan Antunović"
Katolički institut za kulturu, povijest i duhovnost "Ivan Antunović" je rimokatolička vjersko-kulturno-znanstveno-izdavačka ustanova iz grada Subotice.

## Opći podatci
Zove se po bačkom hrvatskom velikanu, Ivanu Antunoviću.
Utemeljen je ... "da bi nastavio utrtim stazama koje je Antunović započeo, služeći se metodama kojima se on služio".
Osnivač je Bela Ivković.
Pomagač ove ustanove je prof. Đuro Lončar, koji je dio svoje osobne knjižnice i arhiva ostavio ovom institutu.
Na čelu Instituta Ivan Antunović se od njegovog osnutka do 1995. godine nalazio svećenik iz Đurđina Lazar Ivan Krmpotić.
Predsjednik Instituta, mr. Andrija Kopilović je rekao "Katolički institut "Ivan Antunović" se smatra pravnim sljednikom koji ima zadaću ostvarenja Zadužbine biskupa Budanovića".
Sjedište je u Subotici.
Na 4. Danima Balinta Vujkova 2005. u Subotici je svečano otvorena Spomen-kuća prof. Bele Gabrića, u koju je pored ostalih ustanova ovdašnjih Hrvata, smješten i Katolički institut "Ivan Antunović". Po želji pokojnog Bele Gabrića, njegovu spomen-kuću će koristiti Institut "Ivan Antunović" za potrebe sastanaka. Pored toga, u njoj će biti smještena mala knjižnica.

## Djelatnosti
Pored ostalog, organizira znanstvene skupove, književne večeri, susrete zborova, organizira proslave obljetnica velikana Hrvata iz Vojvodine, koncerte, izložbe, izdaje knjige na hrvatskom jeziku, časopise...
U sklopu ovog Instituta djeluje i književni klub "Miroljub" (nazvan po Miroljubu Anti Evetoviću), etnografski odjel "Blaško Rajić", Bunjevačko-šokačka knjižnica Ivan Kujundžić (kojoj je od 1999. pročelnica Katarina Čeliković)...
Pored navedenih, ovaj institut ima i svojevrsnu arhivnu funkciju, u smislu što su u ovom institutu pohranjena i djela, koja se bave bačkim Hrvatima. Tako je svoje brojne dokumentarne filmove ovom institutu darovao subotički redatelj Rajko Ljubič.
Institut svake godine obilježava obljetnicu smrti svog naslovnika, biskupa Ivana Antunovića, svetom misom i "Razgovorom"., tradicionalnim okupljanjem Hrvata u Subotici, u kojoj se iskaziva "trenutak istine" o nekoj značajnoj temi iz života bačkih Hrvata. Ovo se okupljanje održavalo od 1934. – 1941., a ovaj je Institut obnovio ovo okupljanje 1990. godine.

Danas, Razgovor se održava u sklopu Dana biskupa Ivana Antunovića.
Suorganizira pjesničku manifestaciju Hrvata iz Vojvodine "Lira naiva".
Doživotna članica ovog Instituta bila je poznata Hrvatica iz Bačke, umjetnica naive u tehnici slame Marija (Mara) Ivković Ivandekić. Poznati član je još jedna poznata slikarica naivne umjetnosti Cilika Dulić Kasiba.
U okviru instituta djeluje komorni ansambl Collegium Musicum Catholicum.

## Nagrade
institut dodjeljuje jedinu nagradu među bačkim Hrvatima, Antušovu nagradu.
Tone Kujundžić proglašena je počasnom članicom Instituta 1989.

## Izdavački rad
Od studenoga 1994., od dana Svih svetih, izdaje časopis "Zvonik".

## Vanjske poveznice
- Održana književna večer posvećena molitvenicima i svetim prilikama  Arhivirana inačica izvorne stranice od 27. rujna 2007. (Wayback Machine)
- Radio-Vatikan  Arhivirana inačica izvorne stranice od 10. listopada 2007. (Wayback Machine) Bogatstvo socijalnog nauka i djelovanja biskupa Ivana Antunovića
- Hrv. matica iseljenika  Arhivirana inačica izvorne stranice od 23. srpnja 2007. (Wayback Machine) IV. Dani Balinta Vujkova" u Subotici
- Članak u "Zvoniku"  Arhivirana inačica izvorne stranice od 27. rujna 2007. (Wayback Machine) Prvi susret pjesnika "Lira naiva 2003."
- Subotička biskupija  Arhivirana inačica izvorne stranice od 29. rujna 2007. (Wayback Machine) Sjećanje na preporoditelja bačkih Hrvata
- Članak u "Zvoniku" Popis darovanih filmova Rajka Ljubiča